# Групова збагачувальна фабрика «Свердловська»
Групова збагачувальна фабрика «Свердловська» — збудована за проєктом інституту «Південдіпрошахт» на єдиному промисловому майданчику з шахтою «Довжанська-Капітальна» для збагачення антрациту, що видобувається цією шахтою, а також привізного. Фабрика стала до ладу 1981 року.

## Загальна характеристика
Проєктна виробнича потужність становила 6800 тис. тонн на рік, фактично освоєна — 5600 тис. тонн. Фабрика «Свердловська» створювалася як «підприємство майбутнього» і вмістила всі найновіші на свій час технологічні, технічні та інженерні досягнення. Збагачення антрациту передбачалося машинними класами 0,5—13 мм — у відсаджувальних машинах, 13—250 мм — у важкосередовищних сепараторах, для флотації була застосована флотація, яка 2000 року зупинена з технічних та економічних міркувань, зокрема з припинення випуску спеціальних концентратів для виробництва термоантрациту та агломерації руд. На фабриці було вперше застосовано сушіння дрібного концентрату в апаратах з киплячим шаром. Технологія фабрики побудована за секційним принципом: дві автономні секції, кожна з двопотоковим оснащенням. Цим зумовлюються широкі можливості фабрики для використання її при збагачення антрациту чи вугілля будь-якого складу, якості та цільового призначення.

## Адреса
- м. Довжанськ, Луганська область, залізнична станція Довжанська.